# Стаменкович, Трайко
Трайко Стаменкович (серб. Трајко Стаменковић; 11 мая 1909, Лесковац — конец 1942, Белград) — югославский юрист и партизан Народно-освободительной войны Югославии, Народный герой Югославии.

## Биография
Родился 11 мая 1909 в Лесковаце. Окончил начальную школу и гимназию в родном городе, учился также в Куманово и Велесе. Осенью 1927 года окончил юридический факультет Белградского университета. В юности заинтересовался коммунистическм движением благодаря разговорам с преподавателем Миланом Миялковичем, принят в партию был в 1928 году. Летом 1929 года собирался устроиться на работу в Куманово в партийной организации, но вместе с Миляковичем был арестован и приговорён к 4 годам тюрьмы, которые провёл в Сремской-Митровице и Лепоглаве.
После освобождения Стаменкович с семьёй перебрался в Белград и устроился там работать в Белградский горком КПЮ. В сентябре 1934 года был избран секретарём Сербского отделения КПЮ. Организовал интенсивную работу в отделении, был инициатором забастовок в городе. В ноябре 1935 года организацию раскрыли, и Стаменкович был приговорён к шести годам тюрьмы, отбывав наказание в Сремской-Митровице, Мариборе и Нише. В октябре 1936 года участвовал в тюремной забастовке против условий содержания, которая всё же увенчалась успехом. За время пребывания в тюрьме серьёзно заболел, но выздоровел.
22 августа 1941 Трайко бежал из тюрьмы в составе группы из 32 человек. После месяца пребывания на горе Фрушке перебрался в Мачву, где нёс службу в Валевском и Ужицком партизанских отрядах. После освобождения Ужице был избран в Главный Народно-освободительный комитет Сербии. В декабре 1941 года бежал в Санджак, а оттуда снова добрался до Сербии и вступил в партизанское движение Ниша. В апреле 1942 года попал в засаду четников недалеко от Любича, был передан в Белград гестаповцам, где подвергался пыткам. Расстрелян в конце 1942 года. Посмертно награждён званием Народного героя Югославии указом от 14 декабря 1949.